# 格雷格·瓦爾登
格雷格·瓦爾登（英語：Greg Walden；1957年1月10日—）是美国的一位政治人物。自1999年開始，他是俄勒冈州第19選舉區選出的聯邦眾議員。他的黨籍是共和黨。他是俄勒岡州現在唯一的一位共和黨眾議員。他的父親曾經擔任俄勒冈州众议院議員。